# UDP-Glucose-6-Dehydrogenase
Die UDP-Glucose-6-Dehydrogenase (UDPGDH) ist das Enzym, das in allen Lebewesen die Umwandlung von UDP-Glucose zu UDP-Glucuronat katalysiert. Letzteres ist im Körper des Menschen wichtig für die Biotransformation, dient aber auch als Ausgangsmaterial für die Synthese der Glycosaminoglycane. In Pflanzen ist die Reaktion ein Zwischenschritt bei der Biosynthese von Hemicellulose und Pektin.

## Katalysierte Reaktion
+ 2NAD+ + H2O ⇔

⇔  + 2NADH + 2H+
UDP-α-D-Glucuronat entsteht aus UDP-α-D-Glucose. Bemerkenswert ist, dass bei der Umwandlung von Alkohol zu Carbonsäure kein Aldehyd entsteht.